# August Brüning

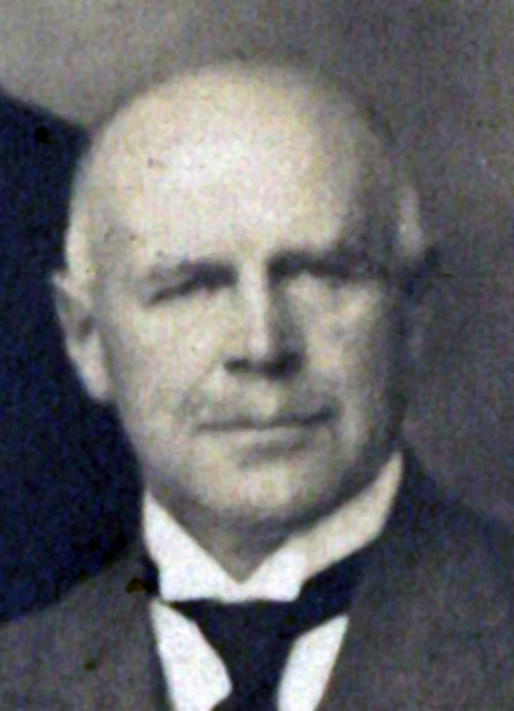
August Brüning (1932)

August Aloysius Bernhard Maria Brüning (* 9. Januar 1877 in Amelsbüren; † 17. März 1965 in Münster) war ein deutscher Chemiker, Lebensmittelchemiker, Toxikologe, Hochschullehrer, Kriminalwissenschaftler und Buchautor und 1933 Direktor der Preußischen Landesanstalt für Lebensmittel, Arzneimittel und gerichtliche Medizin.
Brüning besuchte das Gymnasium Paulinum in Münster und ging danach 1894 bis 1897 in die Apothekerlehre. Er wurde 1903 an der Albert-Ludwigs-Universität Freiburg im Breisgau bei Wilhelm Autenrieth in Chemie promoviert (Über schwefelhaltige cyklische Verbindungen und über Iminothioäther).
Nach seiner Pensionierung zog er nach Münster und war 1947 bis zu seinem Tod als Lehrbeauftragter für naturwissenschaftliche Kriminalistik an der Universität Münster tätig und wurde 1954 von der dortigen juristischen Fakultät mit der Verleihung des Titels Dr. jur. h. c. geehrt.
Am 1. Januar 1913 erhielt er ein Laboratorium am Polizeipräsidium Alexanderplatz in Berlin. Als gerichtlicher Sachverständiger war er über Deutschland hinaus auch für das Landgericht in Zürich tätig. In die Kriminalgeschichte gingen seine Beteiligung als Sachverständiger, als Toxikologe und Gerichtschemiker unter anderem in den Verfahren gegen Marinus van der Lubbe, Mordverfahren gegen Adolf Seefeldt von 1935 bis 1936, dem Selbstmord 1963 von Paul Blomert und den Raubmorden von Friedrich Opitz ein.
1957 erhielt er die Joseph-König-Gedenkmünze der Gesellschaft Deutscher Chemiker für das Fach Lebensmittelchemie.

## Veröffentlichungen
- 1902: W. Autenrieth und A. Brüning: Über mehrgliedrige, schwefelhaltige, cyclische Verbindungen. [Mittheilung aus der med. Abtheilung d. Universitätslabor. zu Freiburg i. B,] (Eingegangen am 23. Dezember 1902.)
- 1926: A. Brüning und B. Kraft: Beitrage zum Nachweis von Pflanzengiften und Arzneimitteln in älteren Leichenteilen. (Mitteilung aus der Staatlichen Nahrungsmittel-Untersuchungsanstalt, eingegangen am 15. November 1926 in Berlin)[5]
- 1924: Otto Harder, A. Brüning: Die Kriminalität bei der Post. Ein Leitfaden bei den Untersuchungen zur Feststellung strafbarer Handlungen im Post- und Telegraphenbetrieb unter besonderer Berücksichtigung der chemischen und mikroskopischen Hilfsmittel. Verlag von W. Ernst u. Sohn.  Berlin
- 1931: Fühner-Wieland:  Sammlung von Vergiftungsfällen: Unter Mitwirkung der Deutschen Pharmakologischen Gesellschaft sowie von A. Brüning, Berlin, F. Flury, Würzburg, E. Hesse, Breslau, E. Koelsch, München, P. Morawitz, Leipzig, V. Müller-Heß, Berlin, E. Rost, Berlin, und E. Starkenstein Prag, herausgegeben von H. Fühner, Bonn. Band 2, Lieferungen 7 bis 9. Berlin 1931. Verlag von F. C. W. Vogel. Jede Lieferung umfasst 32 Seiten: Sammlung von Vergiftungsfällen.[6]